# Аск, Роберт
Роберт Аск (Robert Aske 1500 — 12 июля 1537) — английский дворянин, юрист, предводитель религиозного восстания против политики короля Генриха VIII, получившее в истории названия Благодатного паломничества.

## Биография

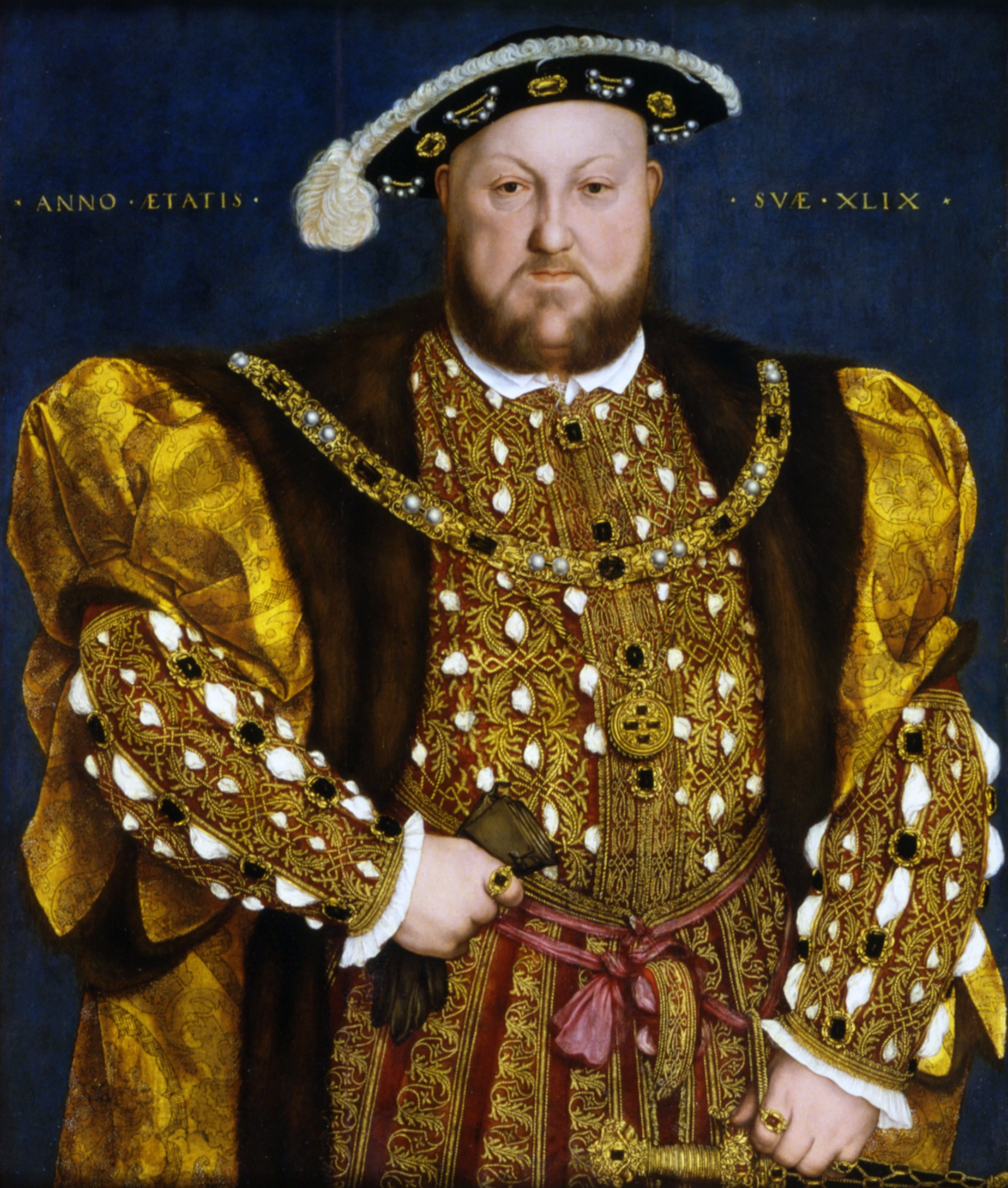
Генрих VIII — инициатор реформистской политики в Англии, против которой было направлено восстание Роберта Аска в 1536 году

Роберт Аск имел дворянское происхождение. Получил разностороннее образование. Был юристом, однако в историю он вошёл как предводитель религиозного восстания против политики короля Генриха VIII. Восстание, получившее название Благодатного паломничества (The Pilgrimage of Grace), началось в Линкольншире в 1536 году, и вскоре распространилось по Йоркширу. В восстании участвовали самые разные слои населения: католики, требовавшие возвращения монастырей и святых мест, крестьяне, недовольные огораживаниями, приграничные йомены, настаивавшие на своих правах на аренду земель, мелкое дворянство, которым на руку были огораживания, но которое было недовольно законами Томаса Кромвеля и т. д. У восставших не было мысли свергнуть короля, но они хотели отставки казавшегося всесильным Кромвеля.

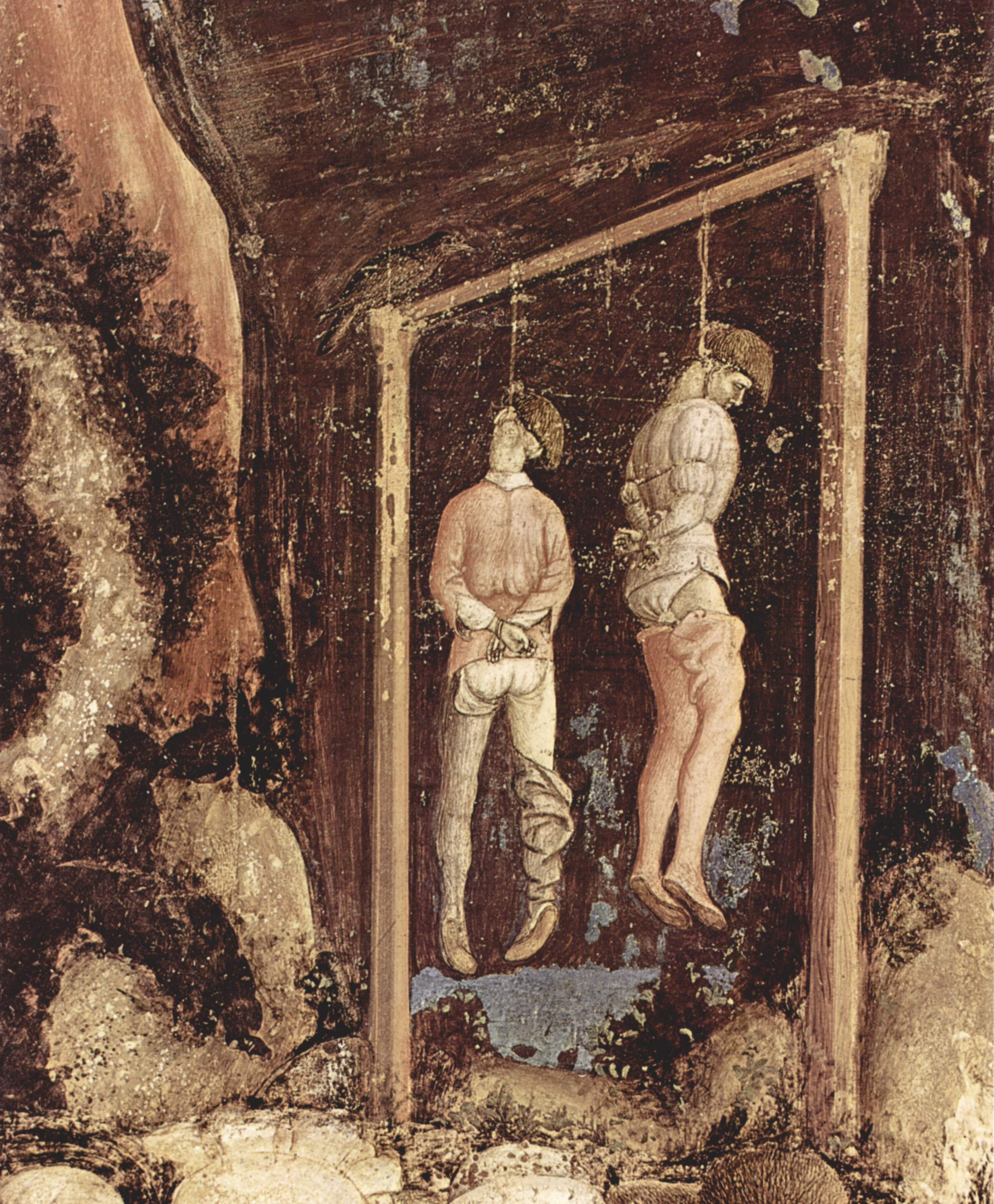
Повешение

Линкольнширское восстание было подавлено через две недели после начала, но йоркширское оказалось гораздо более опасным. Аску к концу октября удалось собрать более 40000 человек под своё начало и взять под свою власть Йоркшир: ему сдались Халл и королевский замок Понтефракт. В декабре пилигримы представили свою программу королю: они настаивали на уничтожении книг Уиклифа, Лютера и Тиндейла, на частичном восстановлении монастырей и святынь, и на признании духовной власти папы римского, на восстановлении прав принцессы Марии на наследование трона, отставке Кромвеля, приостановлении новых законов, отмене огораживаний и проведении парламента на севере. Мятежникам обещали прощение и парламент, после чего они разошлись по домам. Таким образом, первое восстание было замято, но далее Генрих правдами и неправдами пытался вбить клин между самими восставшими, что привело ещё к одному восстанию в 1537 году. Это второе восстание дало шанс Генриху нарушить данные им обещания. Восстание было подавлено, а его предводитель — Роберт Аск — казнен через повешение.

## Роберт Аск в искусстве
- Роль Роберта Аска исполнил актёр Шон Бин в фильме «Генрих VIII» (2003).
- Джерард Мак-Сорли сыграл Роберта Аска в телевизионном сериале «Тюдоры» (2007—2010 гг.)
- Упомянут в романах Кристофера Джона Сэнсома «Горбун лорда Кромвеля» и «Суверен».

## Список литературы
- Варламова Т. К. «Политики и правители», изд. «РИПОЛ КЛАССИК», 2001 г. — 608 с.
- Жадько Е. Г. «100 велики династий». — М.: Вече, 2002. — 480 с.